# Jodel D9
El Jodel D.9 Bébé és un ultralleuger monoplaça francès dissenyat per Jean Délémontez per l'autoconstrucció.

## Disseny i desenvolupament
El març de 1946, Edouard Joly i Jean Délémontez van formar la Société des Avions Jodel per subministrar caixes, materials i plànols per l'autoconstrucció de monoplans a casa. Amb aquesta finalitat va crear, després de vuit projectes, el D9 Bébé, que es podia construir en 500 hores.
El D9 era un monoplaça de fusta i tela, d'ala baixa semi-trapezoïdal amb voladís, cabina oberta i un tren d'aterratge fix. El prototipus D.9, registrat com F-PEPF va fer el seu primer vol des de l'aeròdrom de Beaune el 22 de gener de 1948 pilotat per Edouard Joly.

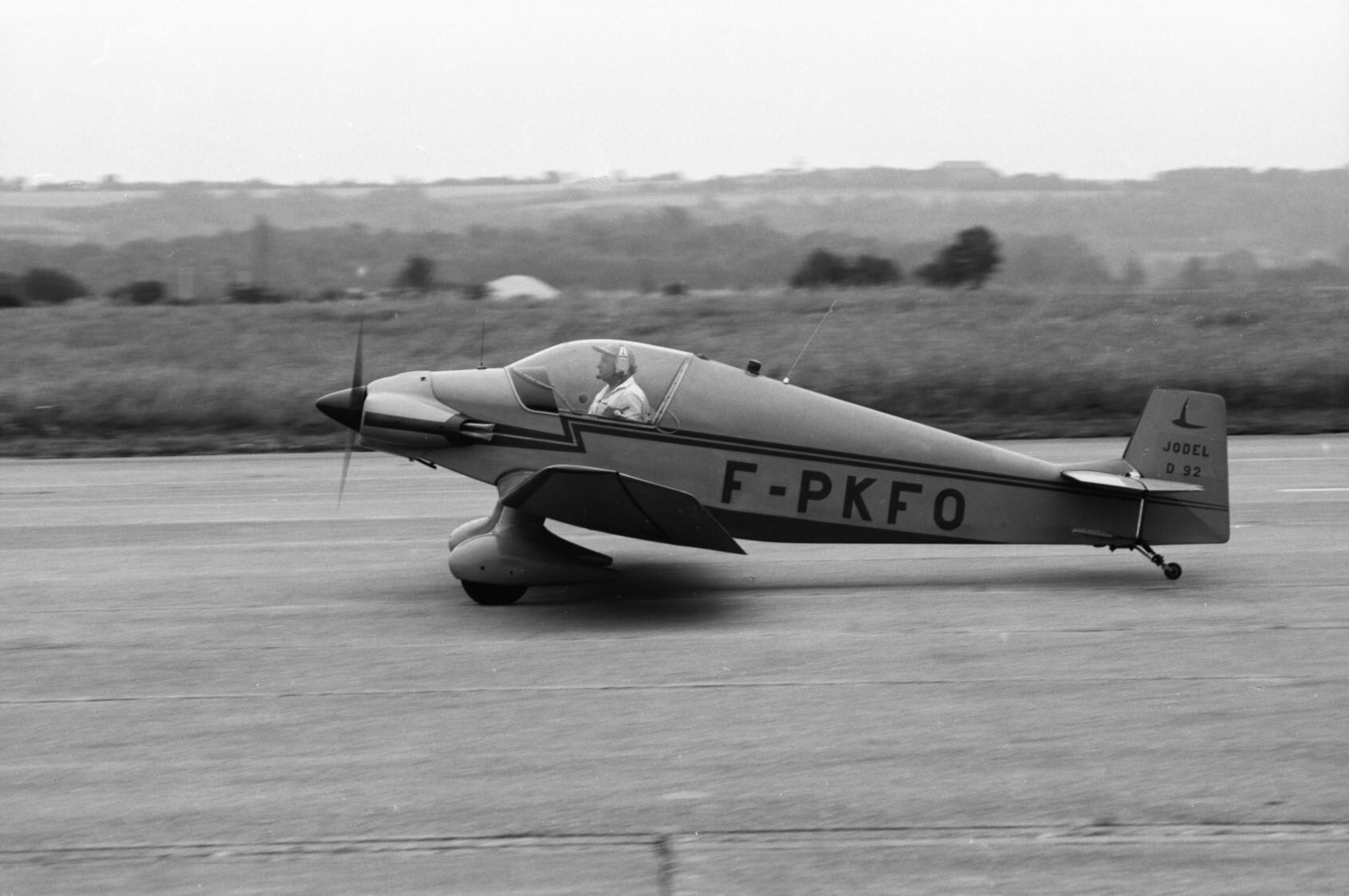
Un Jodel D.92

Tot i que va ser dissenyat per la construcció amateur i va ser construït en gran número, també es va fabricar comercialment i l'empresa Wassmer en va construir 12 unitats. Els plànols també es van vendre a diferents companyies incloent-hi Falconair a Canadà.

## Especificacions (D92)
Característiques generals
- Tripulació: un pilot
- Longitud: 5,45 m
- Envergadura: 7 m.
- Alçada:
- Superfície de l'ala 9,2 m2
- Pes buit: 162 kg.
- Pes carregat: 272 kg.
- Motors: 1×  motor de pistó volkswagen , 26 c.v.

 Rendiment 
- Velocitat màxima: 150 km/h
- Velocitat de creuer: 130 km/h
- Abast: 460 km.
- Ràtio d'ascens: 2,1 m/s